# Sergueï Zaliotine
Sergueï Viktorovitch Zaliotine (en russe : Сергей Викторович Залётин), né le 21 avril 1962 à Toula, est un cosmonaute russe et un vétéran de deux missions dans l'espace.

## Biographie
Zaliotine est né à Toula et a fait ses études à l'école militaire supérieure de Borissoglebsk avant de devenir pilote de chasse dans l'Armée de l'air russe. Il possède également un diplôme dans la gestion écologique.
Zaliotine a été choisi en tant que candidat cosmonaute en 1990.

## Vols réalisés
Du 4 avril 2000 au 16 juin 2000, Zaliotine était un membre de l'équipage résident final à bord de la station spatiale de Mir, en tant que membre de l'expédition Mir EO-28. Il a brièvement visité la station spatiale internationale à bord de Soyouz TMA-1 du 30 octobre 2002 au 10 novembre 2002, revenant sur Terre par le vol Soyouz TM-34.